# Комитет по охране государственной границы СССР
Комитет по охране государственной границы СССР — одна из служб-преемниц КГБ СССР.

## История создания
22 октября 1991 постановлением Государственного Совета СССР № ГС-8 Комитет государственной безопасности СССР был разделён на Межреспубликанскую службу безопасности (МСБ), Центральную службу разведки СССР (ЦСР) и Комитет по охране государственной границы СССР. Чуть ранее (в августе-сентябре) из него также были выделены подразделения правительственной связи (создан Комитет правительственной связи СССР) и правительственной охраны.
Начальником остался И. Я. Калиниченко, как главнокомандующий пограничными войсками стран СНГ, с февраля 1992 председатель Межгосударственного комитета по охране государственной границы. Однако, уже 5 июня 1992 был уволен в отставку и с августа 1993 являлся советником командующего пограничными войсками РФ, затем директора ФПС РФ.

## Ликвидация
Формально Комитет по охране государственной границы СССР просуществовал c 3 декабря 1991 до 28 октября 1992. Впоследствии функции комитета были переданы МБРФ.

## Награды
- Медаль «За отличие в охране государственной границы СССР»
- Медаль «Федеральная пограничная служба Российской Федерации»